# شهد المهندس
شهد إسماعيل علي عمر أو شهد المهندس (23 سبتمبر 1993 -)، إعلامية سودانية.

## حياتها
ولدت شهد في العاصمة السودانية الخرطوم وترعرعت في الإمارات العربية المتحدة، أختها هي الإعلامية هبة المهندس بالإضافة إلى أختين هما مي وهديل، ووالدها هو إسماعيل علي عمر، وسبب تسميتها بالمهندس يعود إلى جدها المهندس عمر محمد حجازي الذي كان له بصمات هندسية واضحة في مدينتي الخرطوم وأم درمان مثل قبة الإمام المهدي والبوستة بالموردة وبوابة عبد القيوم، وكان ذلك إبان فترة الحكم الثنائي للسودان.
 درست شهد الإعلام والعلاقات العامة في جامعة الخرطوم وأكدت أنها لم تدخل المجال الإعلامي بفضل أختها هبة المهندس بل بمجهودها الشخصي، كما تعتبر أختها هي مثلها الأعلى.

## مشوارها المهني

### النيل الأزرق
كانت بداية شهد المهندس في قناة النيل الأزرق وقدمت العديد من البرامج مثل: «مساء جديد» و«أشرقت».
في عام 2013 قررت إدارة القناة إيقافها عن العمل بسبب عدم حضورها مبكراً وتأخرها ساعةً كاملة، حيث كان من المفترض تقديم البرنامج مع سعد الدين حسن.

### سودانية 24
في عام 2016 انضمت شهد المهندس إلى الفضائية الجديدة آنذاك سودانية 24 بعدما غادرت قناة النيل الأزرق. وهي حالياً مقدمة برنامج صباحات سودانية بالتعاون مع عدد من المذيعين.